# Walter Sharpe
Walter Lee Sharpe III (Birmingham, Alabama; 18 de julio de 1986) es un exjugador de baloncesto estadounidense. Mide 2,06 metros de altura, y jugaba en la posición de Ala-Pívot.

## Trayectoria deportiva

### Universidad
Comenzó su trayectoria colegial en la Universidad Estatal de Misisipi, donde jugó durante dos temporadas, con constantes altibajos. En su segundo año fue separado del equipo tras disputar únicamente 6 partidos por violar el reglamento interno del mismo.
Fue transferido a la universidad de su ciudad natal, la UAB, donde promedió 14,2 puntos y 6,8 rebotes en los 12 partidos que disputó antes de ser declarado inelegible académicamente para el segundo trimestre. Su mejor partido lo disputó ante la Universidad de Rhode Island, consiguiendo 26 puntos, 17 rebotes y 2 tapones en la derrota de su equipo por 69-74.
Su entrenador en los Blazers, Mike Davis, dijo que parte de los problemas sufridos por Sharpe procedían de la narcolepsia que le fue diagnosticada por los médicos del equipo. En el total de su trayectoria universitaria promedió 9,0 puntos y 3,8 rebotes por partido.

### Profesional
Fue elegido en la segunda ronda del Draft de la NBA de 2008 por Seattle Supersonics, pero inmediatamente sus derechos fueron traspasados a Detroit Pistons, equipo por el que firmó contrato en 6 de agosto de ese mismo año.
El 13 de julio de 2009, fue traspasado a Denver Nuggets junto con Arron Afflalo a cambio de una segunda ronda del draft de 2011. A los pocos días fue traspasado a Milwaukee Bucks junto con Sonny Weems a cambio de Malik Allen.
[actualizar]

## Estadísticas de su carrera en la NBA

### Temporada regular
| Año     | Equipo  | PJ | PT | MPP | %TC  | %3P  | %TL  | RPP | APP | ROB | TPP | PPP |
| ------- | ------- | -- | -- | --- | ---- | ---- | ---- | --- | --- | --- | --- | --- |
| 2008–09 | Detroit | 8  | 0  | 2.5 | .364 | .000 | .000 | .4  | .0  | .0  | .2  | 1.0 |
| Total   | Total   | 8  | 0  | 2.5 | .364 | .000 | .000 | .4  | .0  | .0  | .2  | 1.0 |